# Похитонов, Иван Павлович
Иван Павлович Похито́нов (27 января [8 февраля] 1850, имение Матрёно-Андреевка, Херсонская губерния, Российская империя — 12 декабря 1923, Брюссель, Бельгия) — русский живописец-пейзажист, последователь барбизонской школы, заметная фигура в художественной жизни дореволюционного зарубежья.

## Биография
- 1850 — Родился в селе Матрёно-Андреевка Херсонской губернии (ныне в черте села Новопавловка Новоукраинского района Кировоградской области[2]). Отец — Павел Данилович Похитонов, артиллерийский офицер, сын запорожского казака Данилы Похитона; мать — Варвара Алексеевна, урождённая Белич, сербка.
- 1860-е Закончил частный пансион Гумберта в Екатеринославе, затем учился в кадетском корпусе в Полтаве и реальной гимназии в Николаеве.
- 1868 — поступил в Петровско-Разумовскую земледельческую и лесную академию (Москва)
- 1869 — Исключён из академии за участие в народовольческом кружке и выслан на родину.
- 1870—1871 — обучался в Новороссийском университете (Одесса). Естественное отделение физико-математического факультета.
- 1871— с матерью и больной сестрой уехал за границу. Работы Похитонова, выставленные во время поездки за границу в одном из художественных магазинов Женевы, приобретены в частную коллекцию.[сомнительно]
- 1871—1876 — Непродолжительное время служил контролёром касс в одесском отделении Государственного банка, затем управлял отцовским имением в Матрёновке.
- 1876 — После посещения в Одессе V выставки Товарищества передвижных художественных выставок и знакомства с художником Афанасием Размарицыным решил учиться живописи за границей. В конце года уехал в Италию.
- 1877 — переехал в Париж. Принимал участие в деятельности Общества взаимовспоможения и благотворительности русских художников за границей.
- 1878 — Работы Похитонова выставлены в Салоне Елисейских полей.
- 1882 — Долгосрочный контракт с маршаном Жоржем Пти. Участие в Международной выставке в Париже, организованной Пти.
- 1880-е — Жил во Франции; неоднократно посещал Россию.
- 1886 — Участие в XVIII в выставке Товарищества передвижных художественных выставок и в Первой выставке Товарищества южнорусских художников.
- 1891 — Работал в местечке Торро дель Греко близ Неаполя (Италия).
- 1893 — жил большей частью в пригороде Льежа (Бельгия), город Жюпрель.
- 1901 — приобрел усадьбу Жабовщина (Минская губерния)
- 1902—1905 — Жил в России, преимущественно в имении Жабовщина (Минская губерния).
- 1904 — избран академиком живописи и вслед за тем — действительным членом Императорской Академии художеств[3][4].
- 1905 — Стал членом Товарищества передвижных художественных выставок. Гостил у Льва Толстого в Ясной Поляне.
- 1906—1913 — Вновь поселился в Жюпреле.
- 1911 — В московской галерее Лемерсье прошла персональная выставка Похитонова.
- 1913 — переехал в Санкт-Петербург.
- 1917 — после революции выехал на Кубань, перешедшую под контроль армии Юга России.
- 1919 — эмигрировал в Бельгию.
- 1922 — Персональная выставка в Льеже.

## Творчество
Получил известность в начале 1880-х своими миниатюрами, преимущественно пейзажными. Признание получил в Европе, в России стал известен позднее. Писал тонкой кистью, используя лупу, на дощечках красного или лимонного дерева, которые грунтовал по особой технологии. Техника многослойной масляной живописи, возможно с применением сиккатива, или тянущего грунта. Визуально можно сравнить с техникой пуантилизма и импрессионизма, так как палитра очень гармонична и свежа. Так же объём и пространство в картинах создаётся путём создания сложной живописной фактуры. Похитонов был одним из любимых художников Павла Третьякова, он приобрел более двадцати работ мастера. Основная часть работ, составляющая нынешнюю коллекцию произведений Похитонова в Третьяковской галерее, была выслана собирателю по предварительной договоренности с ним и с условием, что Третьяков может не принять любую из них или отказаться от всех картин. Он ранее эти произведения не видел. Похитонов сопровождает свои работы следующим письмом:

«Многоуважаемый Павел Михайлович! Первого сентября нового стиля я послал на Ваше имя в Москву пять ящиков, содержащих двадцать маленьких панно моей работы, - теперь высылаю Вам бюллетени и лист с названиями, номерами, соответствующими таковым же на панно и рамах и с ценой, выставленной против каждой из них. Цены я назначил для удобства в рублях, и как видите, самые скромные: далеко меньше половины того, за что я продавал мои картины до настоящего времени. Делаю это потому, что мне хотелось иметь в Вашей галерее возможно большее количество моих работ».— Похитонов — П. Третьякову, письмо от 30 августа 1896 г. Отдел рукописей ГТГ. Ф.1.Ед.хр.2747
Большая часть архива художника погибла во время Второй мировой войны, а сохранившаяся пока малодоступна.
«Необходимо очень внимательно рассмотреть… маленькие картинки на дереве этого мастера. Это чудо, безусловно, самое необыкновенное из того, что меня поразило в живописи» — писал Альбер Вольф (май 1881, газета «Фигаро», Париж).

«Это какой-то чародей-художник, так мастерски, виртуозно сделано; как он пишет – никак не поймешь… Чародей!».— И. Е. Репин

## Галерея

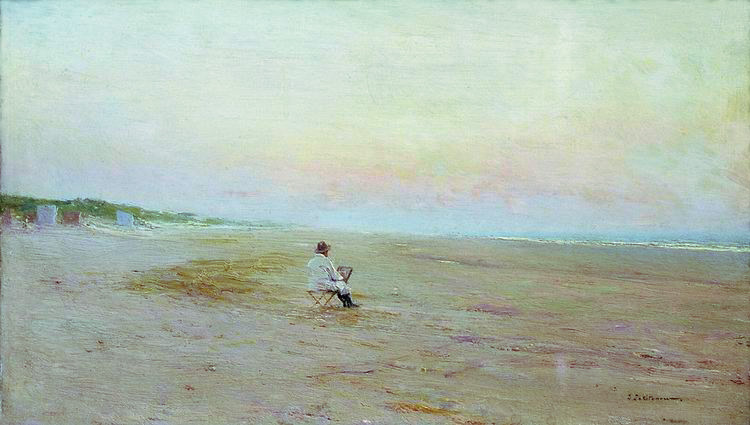
Художник на берегу моря
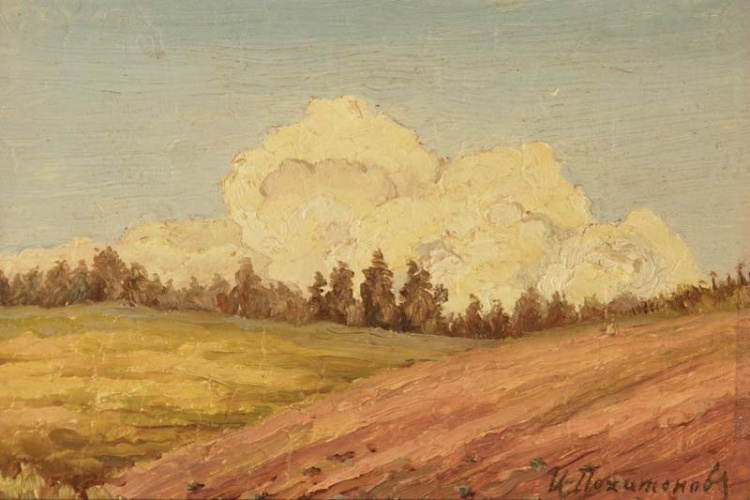
Летний пейзаж
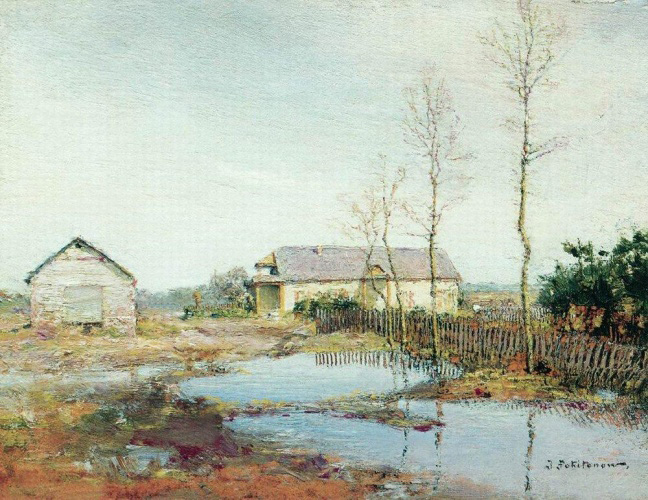
Весенний день
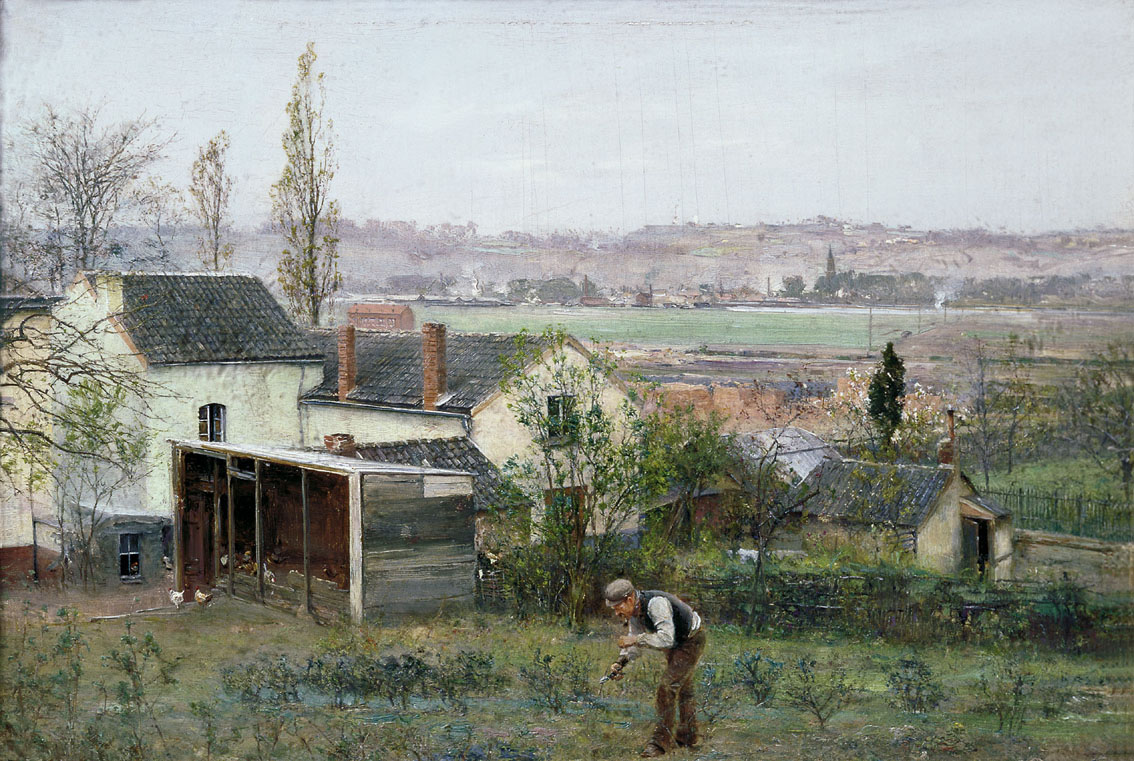
Садовник
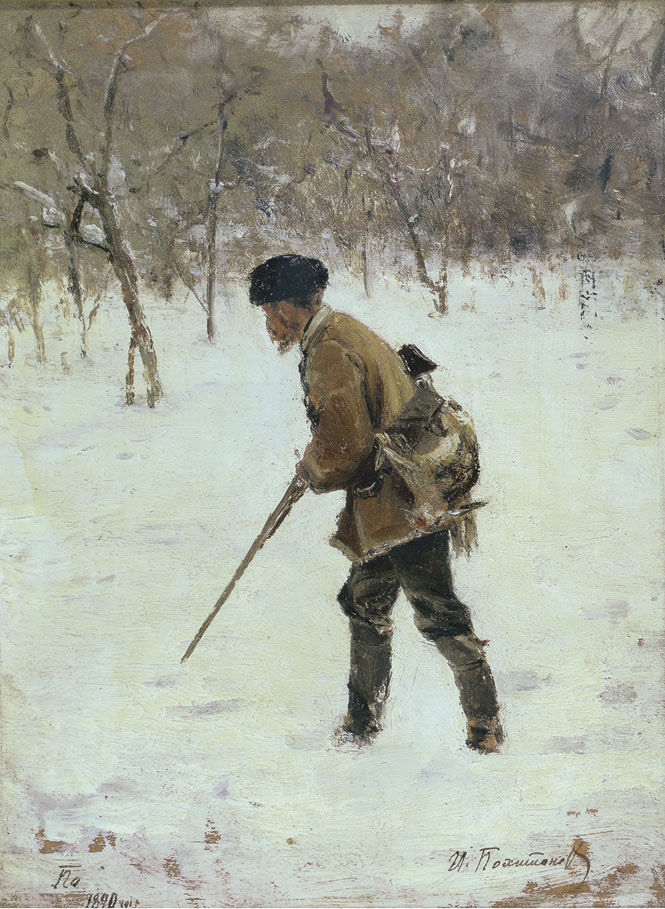
Охотник зимой
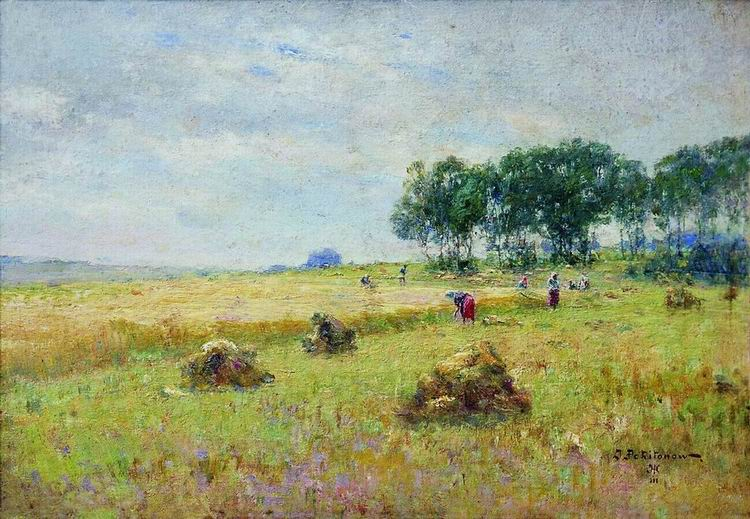
Жатва
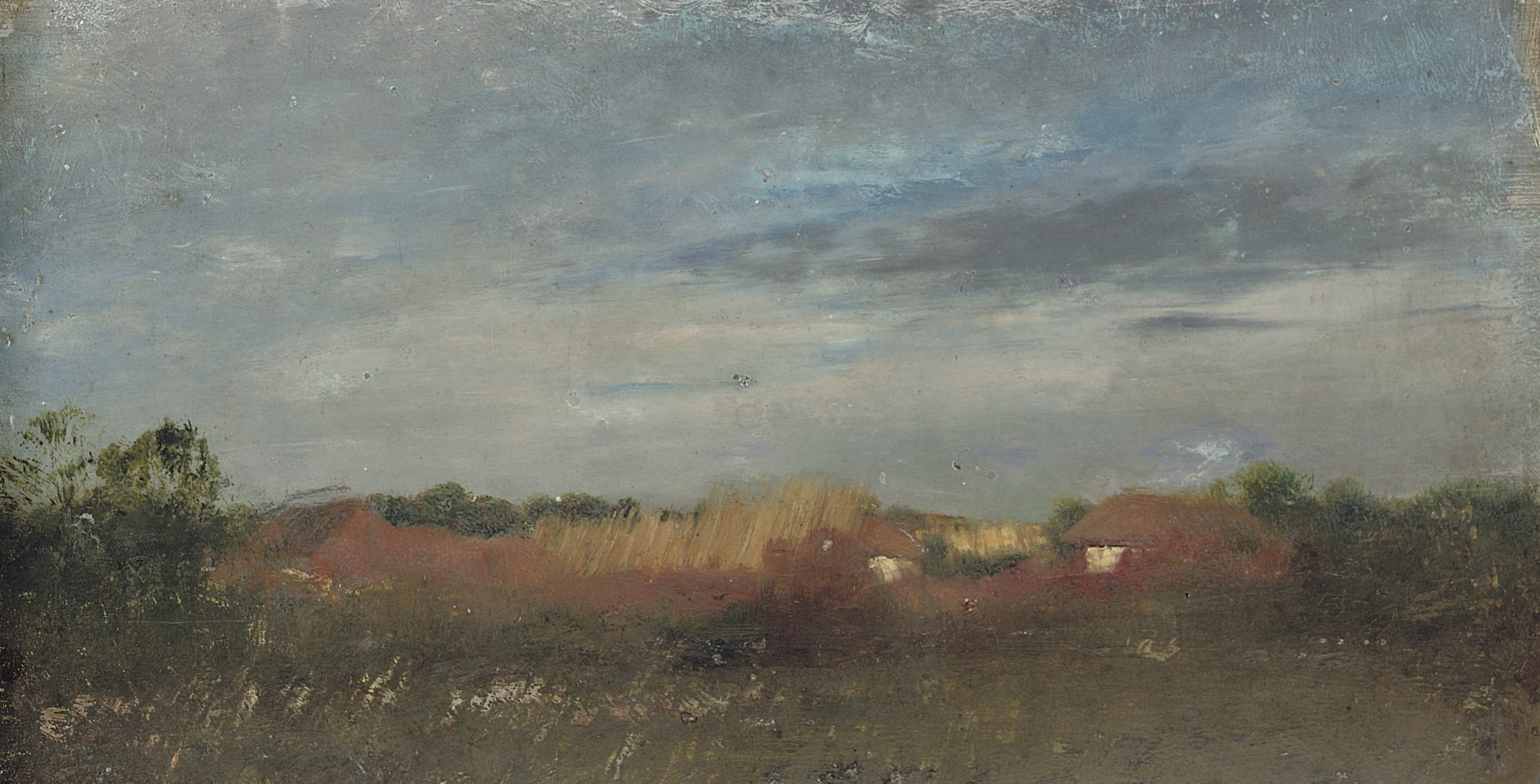
Хутор. Летний вечер. Украина
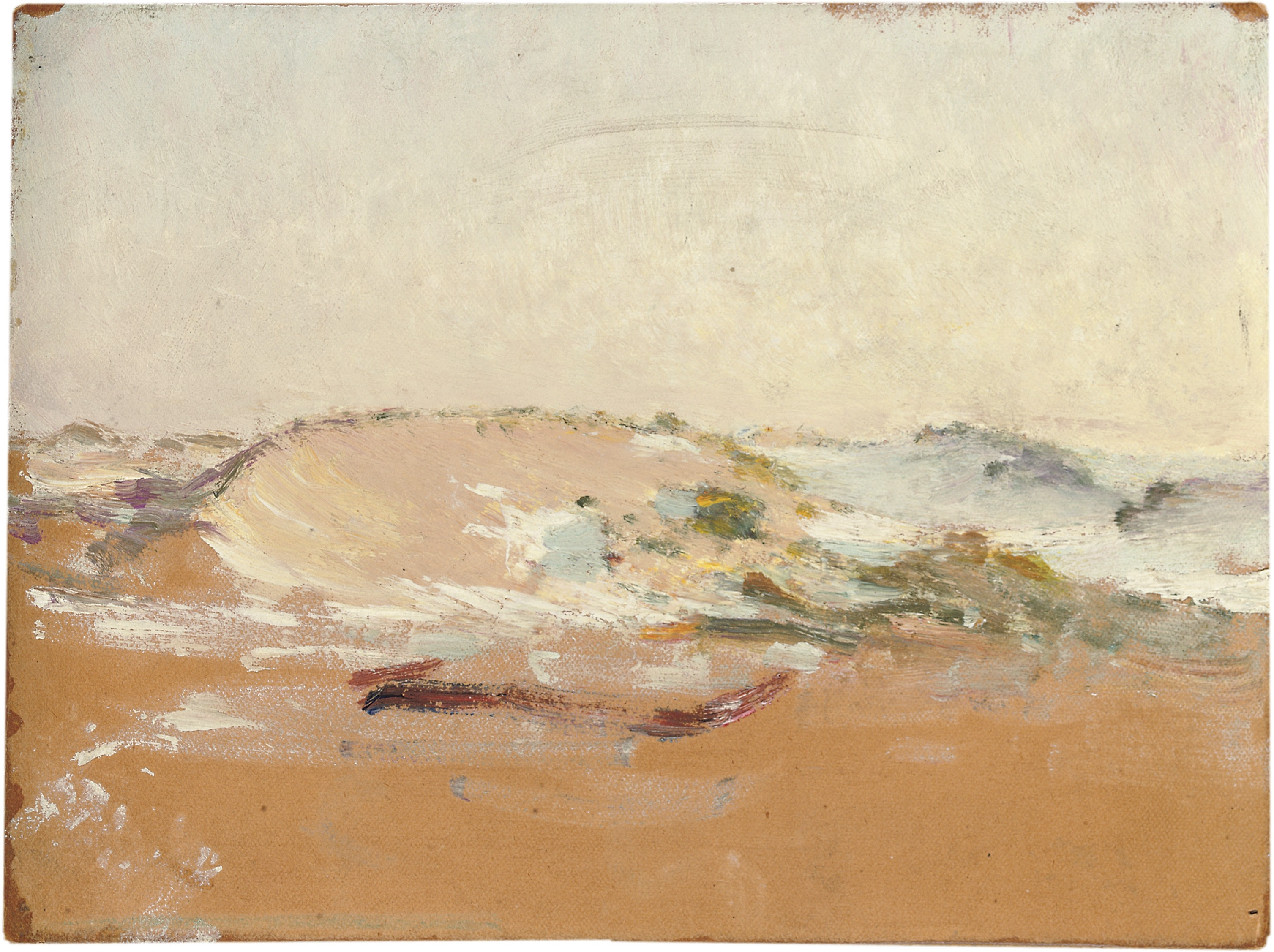
Небольшая дюна вечером
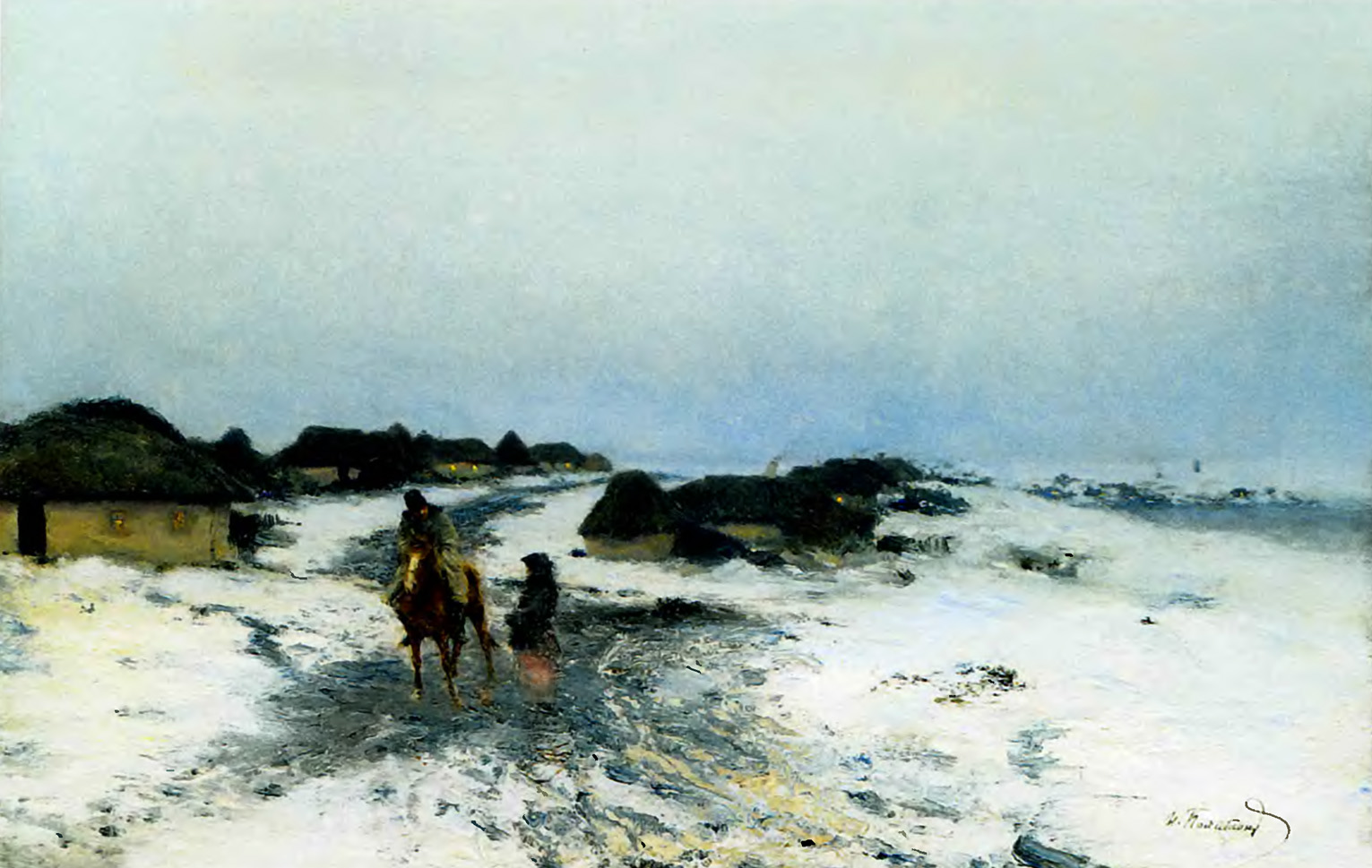
Зимние сумерки на Украине
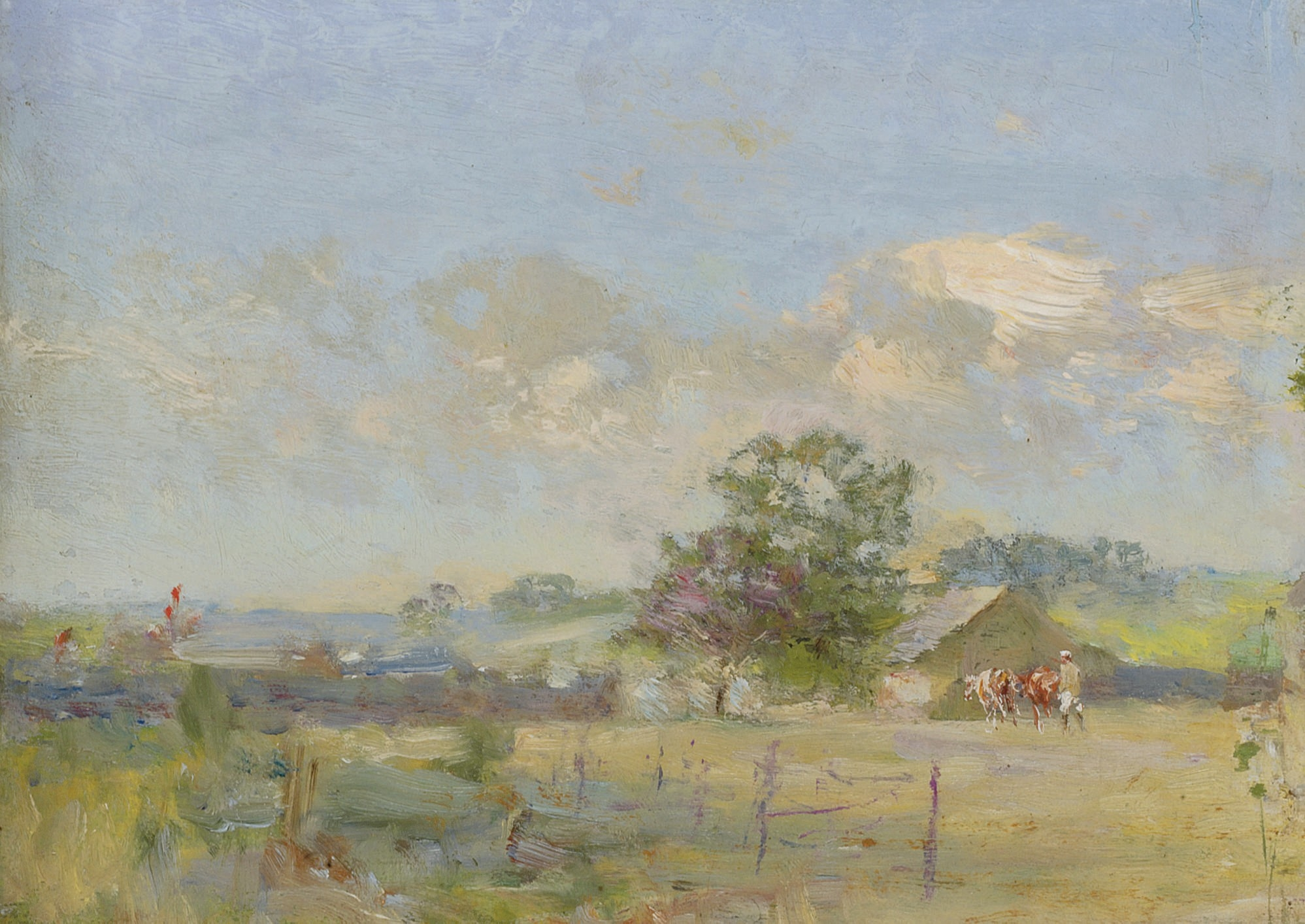
Летний пейзаж с коровами
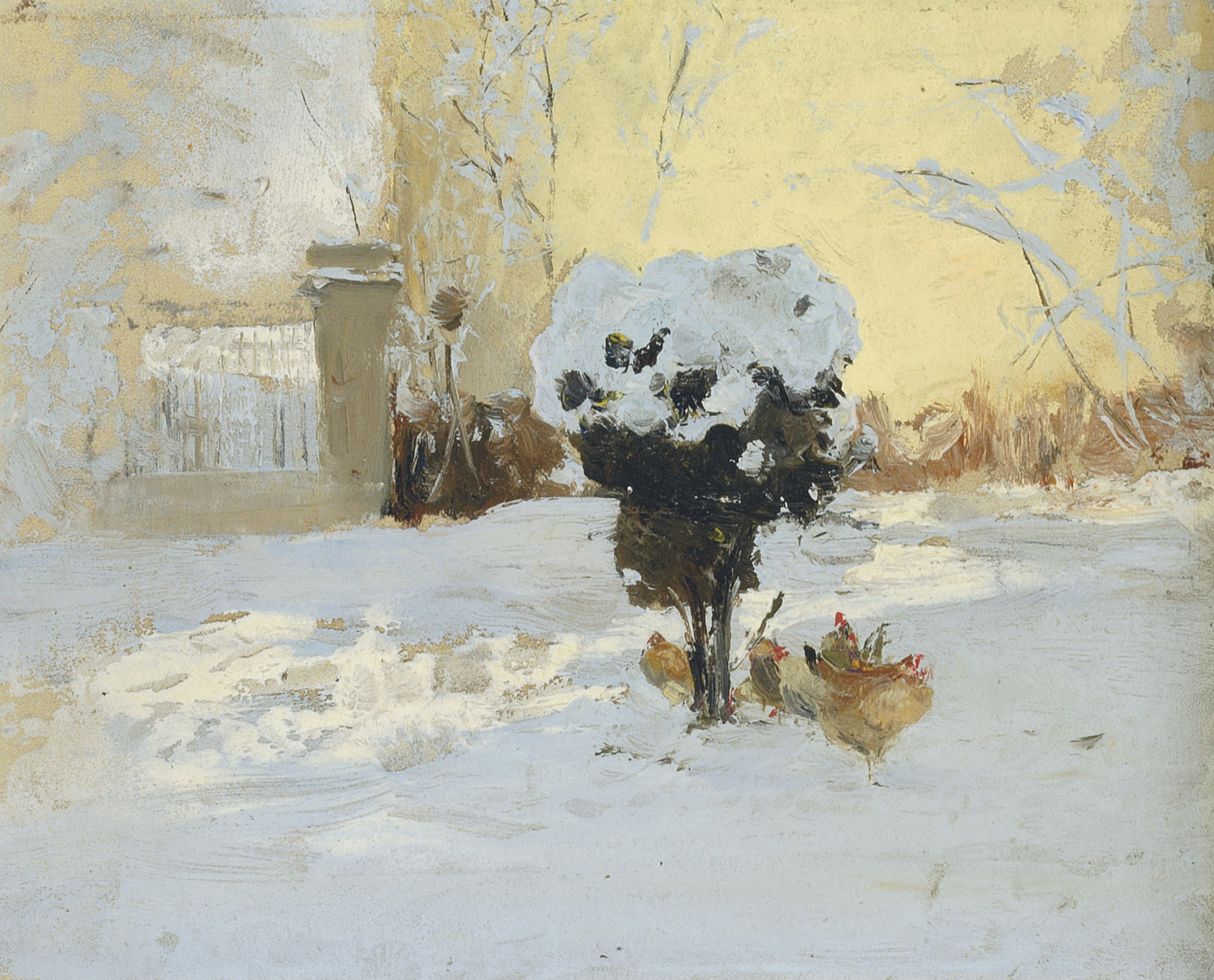
Сад художника в Тро Лоетт, Льеж